# 凤庆冬青
凤庆冬青（学名：Ilex fengqingensis）是冬青科冬青属的植物，为中国的特有植物。分布在中国大陆的云南等地，生长于海拔2,700米至2,800米的地区，多生于林缘或林中，目前已由人工引种栽培。

## 异名
- Ilex shunningensis C. Y. Wu